# Priest Point
Priest Point az Amerikai Egyesült Államok északnyugati részén, Washington állam Snohomish megyéjében, a Tulalip rezervátum területén elhelyezkedő egykori statisztikai település. A 2000. évi népszámláláskor 779 lakosa volt.